# 大池漁港
大池漁港，前身為義士港、義士碼頭、義士船澳，位於台灣澎湖縣西嶼鄉大池村（大池角），主管單位為澎湖縣政府，屬第二類漁港，碼頭朝南開口，西臨台灣海峽。:167

## 簡介
澎湖縣西嶼鄉的大池村在清領時期被稱作「大池角」，原意取自村落坐落於「大池塘的角隅」，相對於大池村南側「小池角」聚落（今池西村、池東村）為「小池塘旁的角隅」而得名。原本大池村的池塘可供村民灌溉、飲用，但1990年代因為闢建港口，被毀池填平。

### 義士港
民國34年（1945年），第二次國共內戰爆發，大池村民王瀛昌被中華民國的政府徵調，派往前線作戰，後因戰敗被俘虜，轉而被編入解放軍隊伍。民國39年（1950年）韓戰爆發，王瀛昌隨解放軍部隊赴往朝鮮參戰，歷經三年慘烈的戰事，王瀛昌又成為聯合國軍隊的俘虜。民國42年（1953年）7月27日，因北韓政府與南韓政府間「朝鮮停戰協定」的簽署，韓戰告終，並相互遣送戰俘，來到台灣的戰俘計有14253人，皆獲得當時中華民國政府「反共義士」的盛譽，王瀛昌也得以於民國43年（1954年）安然返回故里，時逢澎湖縣政府籌備大池村興建碼頭事宜，相關單位遂決議將大池村的港口拍板稱作「義士港」。
義士港於民國43年（1954年）定名，但動工時程卻幾經延宕，第三屆澎湖縣議員以陳乾坤為首，分別於民國44年（1955年）、民國45年（1956年）在縣議會兩度發起「促請興工」的提案，澎湖縣政府始於民國46年（1957年）提撥新台幣12萬7000元作為工料補助費用，由大池村民自行修建砌石防波堤130公尺、碼頭80公尺才大功告成。:120
民國53年（1964年），澎湖西方教會採「以工代賑」來補助民工的工程物料，又增建義士港的防波堤110公尺:120，做為義士港東側第二碼頭。民國57年（1968年），義士港因豪雨沖刷山坡地，造成碼頭傾毀；當年度的議會定期會召開時，議員許祖要、林聯登、陳鄭淑君等連署提案縣府盡速修復，表決通過。
義士港因建置較早，後期因漁業發展漸不敷使用，隨著大池漁港在義士港西側開鑿，義士港原有功用漸趨荒廢，後在民國86年（1997年）被填平，原處位在今大池治安宮正前方海灣，大池西林寺所坐落之處即為部分舊義士港腹地。

### 大池漁港
澎湖縣政府在民國70年（1981年）通過「大池義士港」擴建案。民國71年（1982年），澎湖縣政府利用台灣省政府「加強改善偏遠地區居民生活修建漁港」的經費挹注，開挖義士港西側，自乾隆五年（1740年）《澎湖志略》便存有歷史紀錄的大池角「池塘」就此消失。:171
嗣後，大池漁港陸續利用「臺灣地區漁港建設方案」的四期經費擴張規模：第一期（民國77年至85年，1980年－1987年）為3972萬元、第二期（民國77年至85年，1988年－1996年）為3099萬元、第三期（民國86年至89年，1997年－2000年）為415萬元，增建漁具倉庫、加油設備以及漁民活動中心等陸上設施、第四期（民國90年至91年，2001年－2002年）為2451萬元；根據2005年出版的《續修澎湖縣志．財政志》資料，整建大池漁港經費自民國69年（1980年）至民國91年（2002年）為止，其工程經費總計為新台幣1億27萬元。:175-176

大池漁港泊地水深約3公尺，無修造船設施，偶有來自同鄉內垵村、外垵村和小門村的漁船入港停泊，當地漁撈方式有流刺網、焚寄網、一支釣等等，大池漁港因陸上漁業設施缺乏，漁獲除當地消費外，多運送至馬公港銷售。

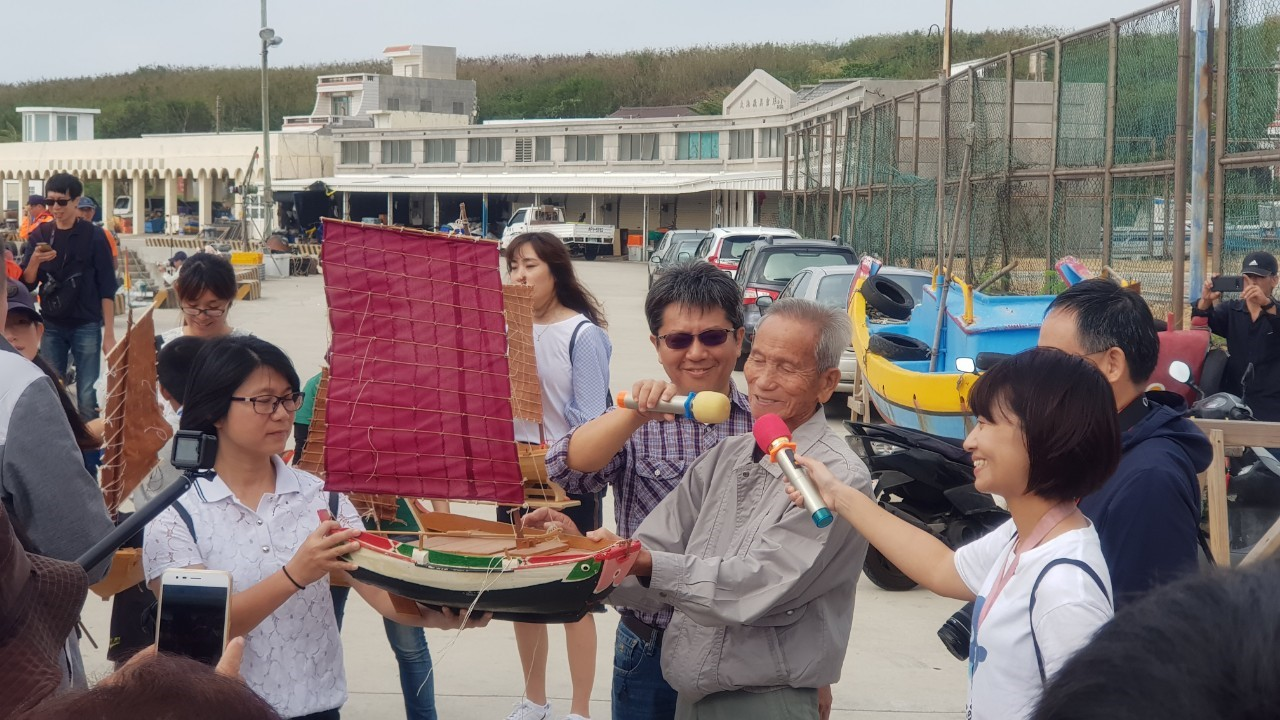
洪來師傅與大目船木作模型（攝於2019年11月3日）

大池漁港在現行台灣的漁港法屬於「第二類漁港」，而在民國95年（2006年）1月27日之前的漁港法舊制中，屬於供地方性使用的「第三類漁港」。

## 大目船
西嶼鄉大池村民洪來出生於1934年（昭和九年），從土木建築業退休之後，閒暇之餘從事木工創作，便研製起童年時期家家戶戶一艘大目船的木造帆船模型，希望能將這份木造船的技藝傳承下來。
2019年間，澎湖縣社區大學和澎湖縣文化局相繼延請洪來師傅來開課，結合海漂實驗室以及其他社區營造工作團隊舉辦課程，分別順利於2019年8月21日和11月3日辦大目船模型成果發表會。
2019年11月3日，順應「108年澎湖縣社區營造成果展行動文化巡迴列車」的活動在大池漁港舉辦，洪來師傅不僅暢談分享早期討海人經驗，為了讓參與民眾更能身歷其境，現場也舉辦模型船隻下水的擲吉儀式，模擬早時船隻啟用時的情景。

## 圖輯

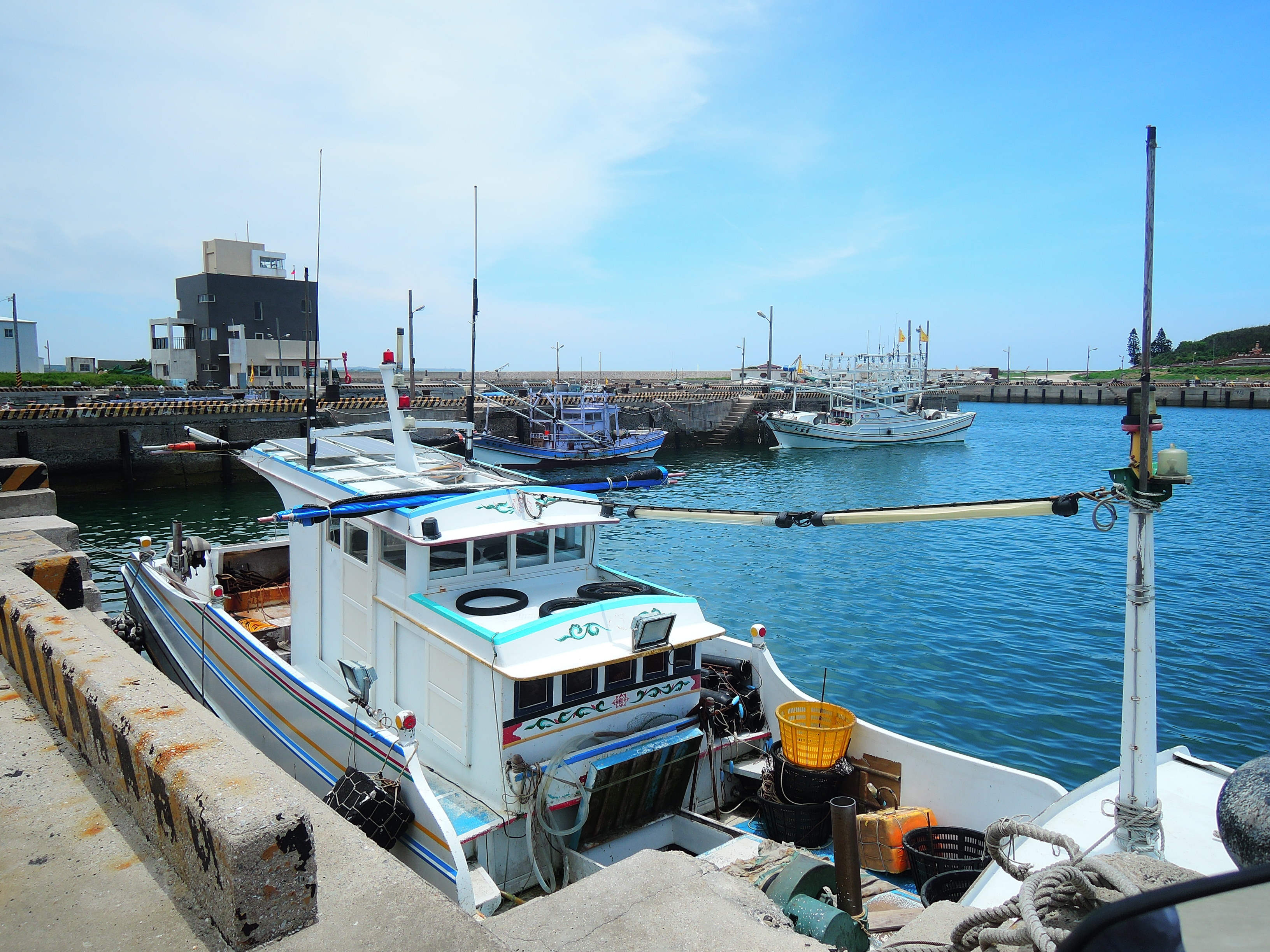
停泊的漁船
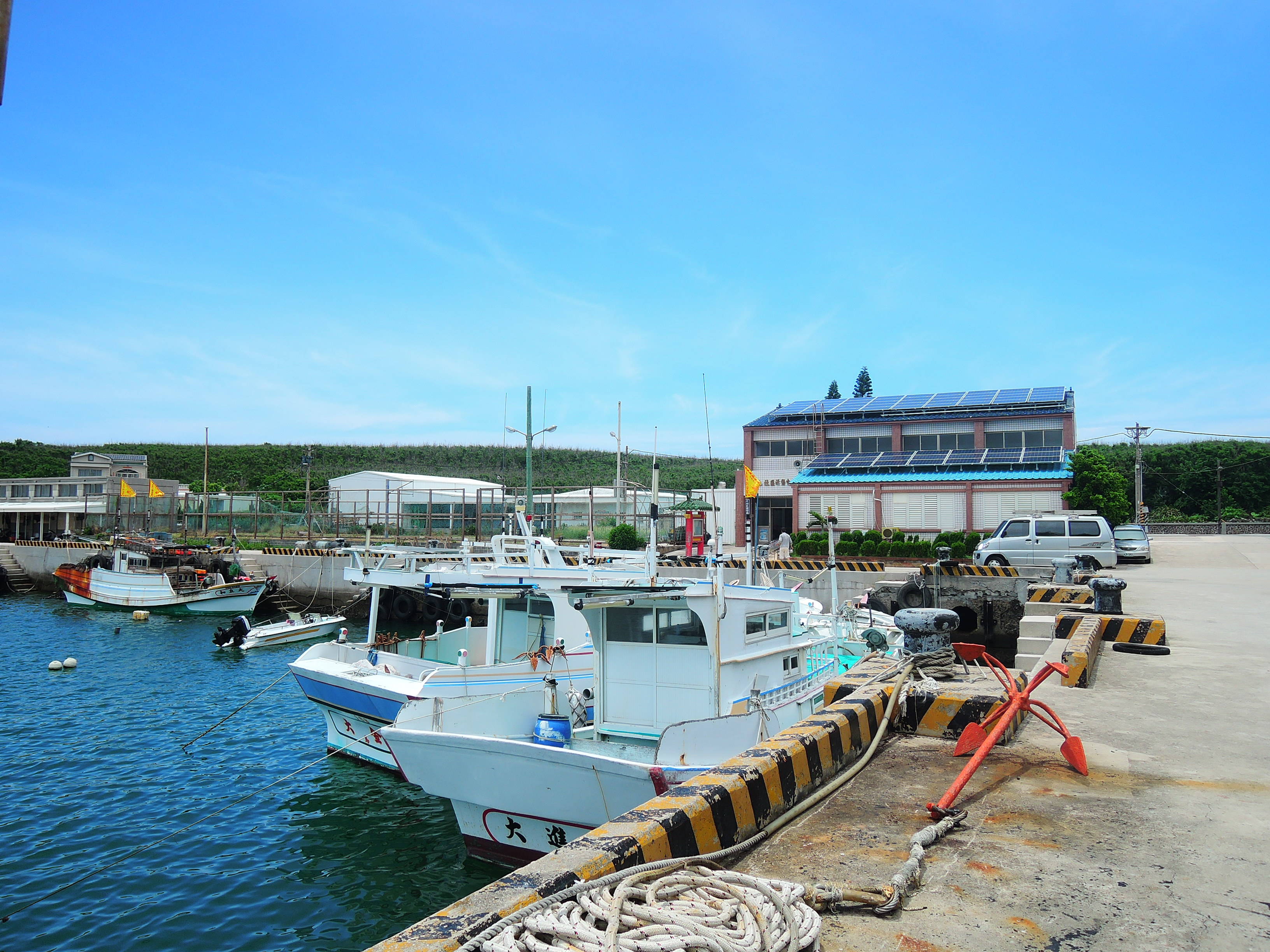
漁港東北側
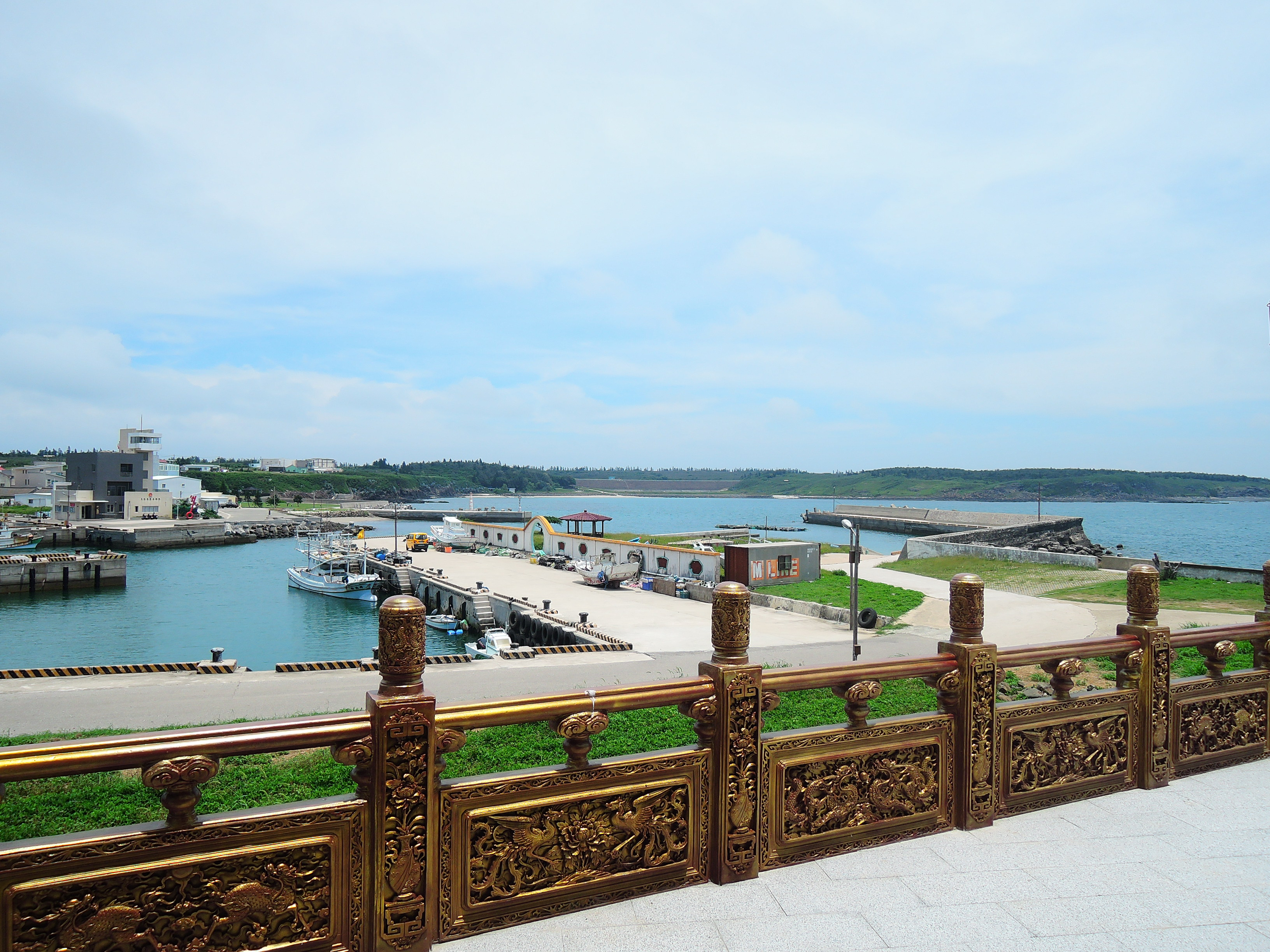
大池福德廟前漁港景致
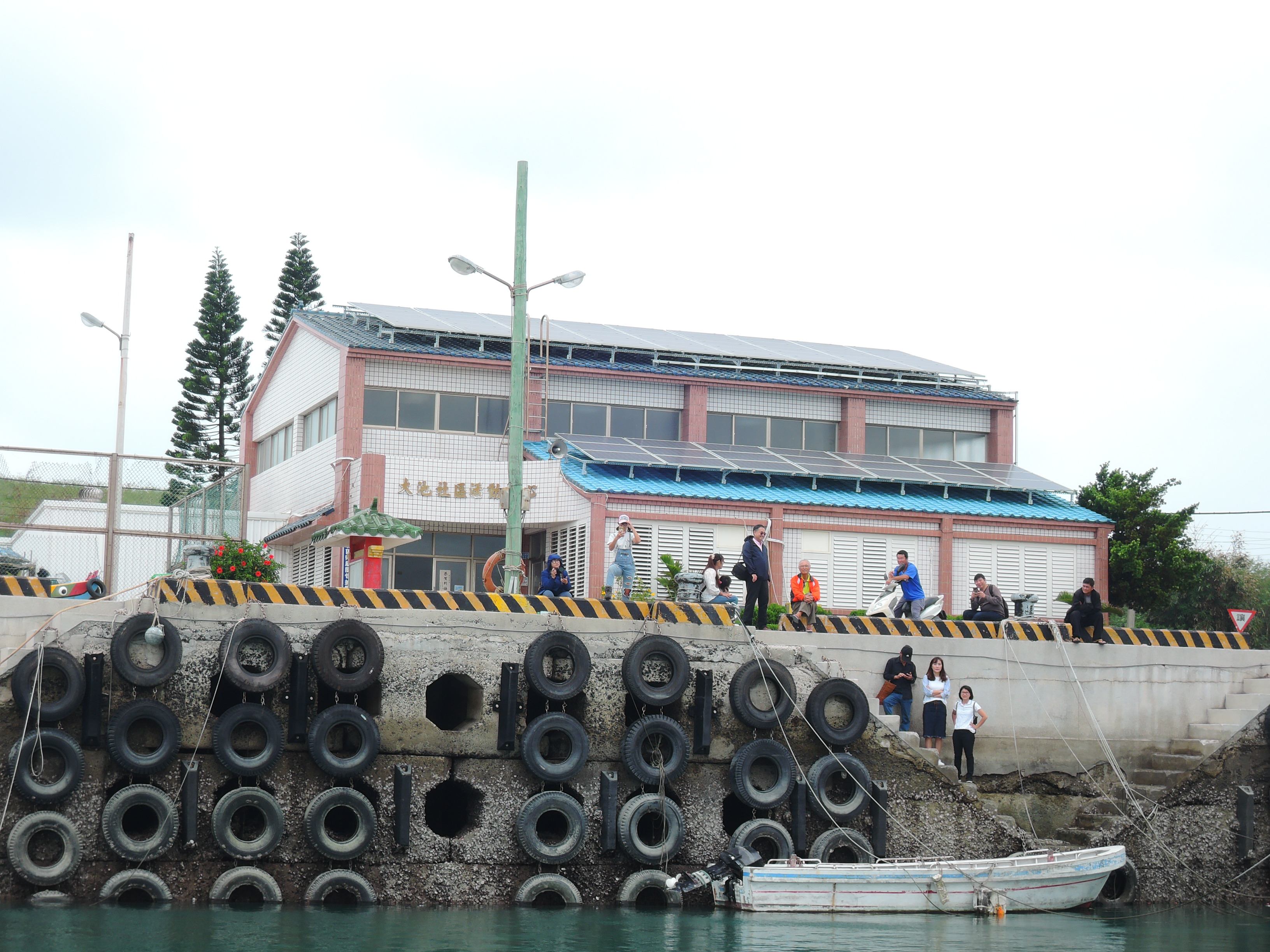
漁港旁活動中心
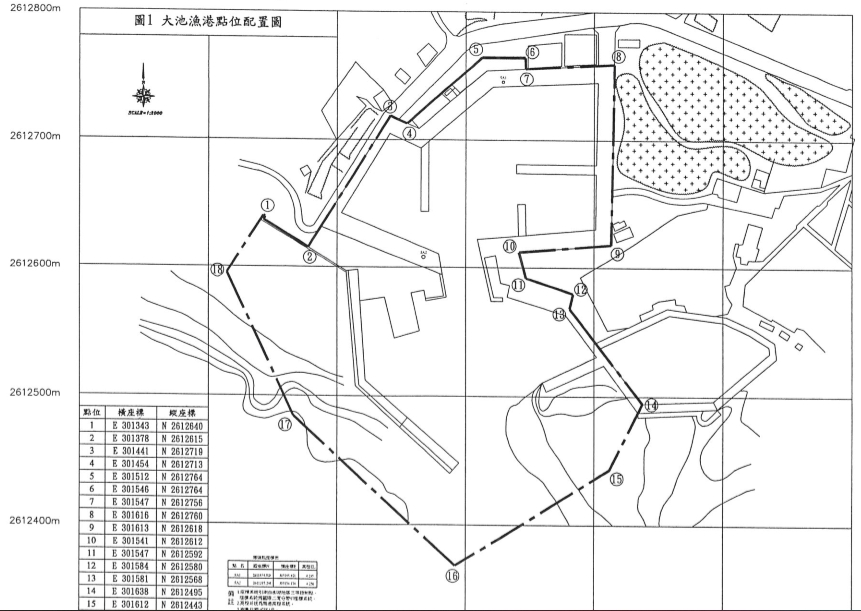
點位配置圖（2019年公告）

## 外部連結
- 澎湖縣政府工務處港灣科－大池漁港
- 大池漁港安檢所 （页面存档备份，存于）